# Kuwaits flagga
Kuwaits flagga är en trikolor i de panarabiska färgerna med en svart parallelltrapets vid den inre kanten.  Flaggan antogs den 7 september 1961 och hissades officiellt 24 november samma år. Proportionerna är 1:2.

## Symbolik
Färgerna markerar samhörigheten med övriga arabvärlden, men flaggans färger har även en innebörd som är specifik för Kuwait: den gröna färgen står för den bördiga jorden, den vita för renhet, den röda för fiendens blod och den svarta för fiendens nederlag på slagfältet. Den här tolkningen av färgerna ligger nära symboliken i Arabiska litterarturklubbens flagga, den flagga som föregick arabiska revoltens flagga.

## Tidigare flaggor
Kuwaits tidigare flaggor har varit röd-vita liksom de övriga Gulfstaternas flaggor. De flaggor som användes för 1899 var helt röda. Texten i de flaggor som användes mellan 1899 och 1961 är landets namn på arabiska. Eftersom arabiska skrivs från höger till vänster ska flaggstången befinna sig till höger när flaggan betraktas framifrån. Före 1961 saknades en enhetlig praxis kring flaggans storlek och proportioner. Den nya nationsflaggans utformning bygger till stor del på arabiska revoltens flagga från 1916, och ansluter därmed till den flagga som användes i grannlandet Irak mellan 1921 och 1959.

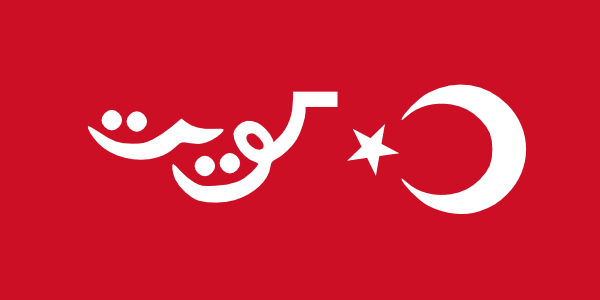
? Kuwaits flagga 1899–1909
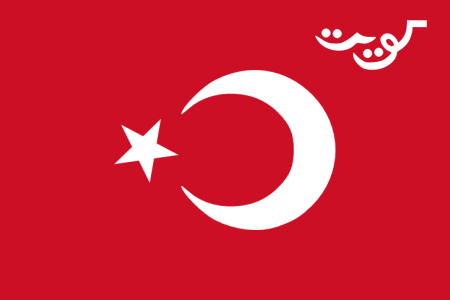
Kuwaits flagga 1909–1915
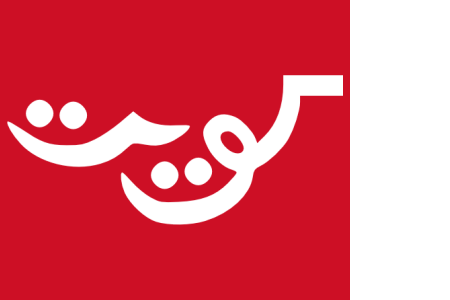
Kuwaits flagga 1915–1961